# Украински национализъм
Украинският национализъм (на украински: Український націоналізм) е идеология, както и обществено-политическо движение, което има за цел да създаде и развие независима украинска национална държава и/или да защити националната идентичност. Национализмът изисква преди всичко национално самосъзнание, осъзнаване на националната общност на група хора.
Признаците на украинския национализъм се виждат преди всичко в поезията на Тарас Шевченко, където украинският национализъм действа като съвкупност от ценности на личността и нацията, самобитна култура и държавна независимост.

## История
Терминът „национализъм“ е предложен от Йохан Готфрид фон Хердер (nationalismus) в края на 1770-те години. Неговото развитие е тясно свързано с разпадането на класовото разделение на обществото, съществувало в историческата епоха между ранния феодализъм и индустриализацията.

### Възникване на течението
Както и за много други етнически групи в Европа, според Мирослав Хрох, украинското национално възраждане започва в края на XVIII век, с прояви на научен интерес към езика, литературата, фолклора и историята на родния край. В Левобрежна Украйна група образовани благородници, потомци на казашки офицери, започват изследвания на украинския език и фолклор. Техни представители са авторите на първото литературно произведение, създадено на народния украински език („Енеида“ от Иван Котляревски през 1798 г.), първата национална история на украинците („История на русите“) и др. През 1830-те години това движение се разгръща не само в Харков, но и в Киев, където Николай I основа Киевски императорски университет „Св. Владимир“, който има за цел да русифицира украинската интелигенция, но това не спира на разпространението на украинската идея в него. Тарас Шевченко също израства в Киевска област, чиято първа стихосбирка през 1840 г. („Кобзар“) оказва огромно влияние върху развитието на националното движение чрез комбинация от национални и социални елементи. Под влиянието на приднепърските украинци, както и на славянските народи от Хабсбургската монархия през 30-те години на ХХ век в Лвов се формира патриотична група от гръкокатолически свещеници и семинаристи. Най-важните постижения на тяхната дейност са руската граматика и първото литературно произведение на разговорния украински език на Галиция – алманахът „Русалка на Днестър“.
През 1846 г. в Киев е създадено Кирилово-Методиевото братство с национално-украинската си програма, но на следващата година дружеството е разобличено, а членовете и поддръжниците му са арестувани и след това осъдени на дълги срокове на заточение. Революцията в Галиция през 1848 г. се превръща в кратък подготвителен етап на национално и културно възраждане и допринесе за развитието на динамично политическо движение на галицийските украинци. Мощни движещи сили тук са организиращата роля на УГКЦ и до известна степен политиката на Виена, която използва русините в борбата срещу полската власт в Галиция. Възникват национални организации, оглавявани от Главната руска рада с местни клонове, появява се и украинската преса. Единството на националните сили е улеснено от парламентарните избори и дейността на украинските депутати, както и работата на украинските делегати в Славянския конгрес. Разработена е национално-политическа програма, която провъзгласява единството на всички украинци и издига лозунга за разделянето на „коронната земя на Галиция“ с цел преодоляване на преобладаването на поляците в населената предимно с украинци Източна Галиция. При австрийския неоабсолютизъм обаче, политическите национални организации се оттеглят, а националното движение, представено от консервативно духовенство и русофилски староруси, и губи позициите си.
Междувременно украинската интелигенция на Руската империя се възползва от относително либералната политика на времето. Писатели и историци в Санкт Петербург се събират около списание „Основа“, появява се мрежа от обществени сдружения. След Януарското въстание от 1863 г. (в което участват голям брой украинци) започва преследване на членовете на движението „украинофили“, което се разглежда като „полска интрига“. Това се обяснява с факта, че полското национално движение се развива паралелно с украинското в същото време. Валуевският циркуляр отказва правото на съществуване на украинския език, а издаването на книги на този „несъществуващ“ език е забранено. В началото на 1870-те години общностите се възраждат и в интелектуалните среди на Киев, университетските професори Володимир Антонович и Михайло Драгоманов очертават по-определени национални и политически програми. Скоро обаче условията за развитие на национално-културното движение се влошават. Провеждат се редовни репресивни действия, по-специално с Емския указ.
От средата на 60-те години на XX век се възражда националното движение в Галиция. Предпоставка за това е установяването на австрийския конституционализъм, който гарантира основни граждански права и дава възможност за политическа дейност. Консервативната група „московчани“ започна да губи популярност, отстъпвайки място на по-младото поколение народовци (украинофили). Създават се национални организации като „Просвета“ през 1868 г., които с помощта на многобройни читални разпространяват народната просвета и възпитават националното съзнание. През 1873 г. културно-научното дружество „Шевченко“, а през 1880-те години се появяват първите украински кредитни кооперации. Агитацията сред селяните се извършва съвместно с гръкокатолическото духовенство. Това допринася за успеха, но в същото време принуждава да се поставят много по-умерени цели. Следователно интелектуалци като Иван Франко и Михайло Павлик стават инициатори на радикалното и социалистическо течение, което се развива под влиянието на идеите на Драхоманов, който по политически причини през 1876 г. емигрира от Руската империя. През 1890 г. те основават първата украинска политическа партия – Руско-украинската радикална партия. Създават се патриотични спортни дружества: „Сокил“, подобно на чешкото, и „Сич“, с бързи темпове нарастват периодичните издания на украински език.
Счита се, че възникването на украинския национализъм се случва в началото на XVIII – XIX век, като признание за собствените им културни особености на казашко-благородния елит и културните интереси на новата интелигенция. Самото понятие „национализъм“ е въведено през 1880-те и 1890-те години. По това време то се идентифицира главно с културното самоопределение на украинската интелигенция или като алтернатива на „шовинизма“.

### В началото на XX век
Терминът „национализъм“ навлиза в украинската журналистика през 1880-те и 1890-те години. Първоначално този термин не се използва за обозначаване на конкретна политическа доктрина, но предоставя доста широк спектър от социално-политически идеи и предпочитания на украинците. Например в своите „Писма от Днепърска Украйна“ Борис Хринченко изтъква сред украинските активисти „формални националисти“, които „показват ангажираност към всичко украинско: към украинския език, към украинската литература, дори към украинското облекло – но само…“, и „съзнателни украински националисти“, или, както по-късно станават известни, „национално съзнателни „украинци“. В края на XIX и началото на XX век ситуацията се променя: разделянето на украинското национално движение на отделни конкуриращи се течения и борбата между тях водят до идеологизиране и политизиране на понятието „национализъм“.
Първоначално, в духа на ортодоксалния марксизъм, украинските социалдемократи започват да отъждествяват „украинския национализъм“ с „буржоазната интелигенция“ и нейните усилия да ръководи освободителното движение на масите. Тогава те въвеждат понятието „украински буржоазен национализъм“. През 1910 г. Лев Юркевич пише, че „с възраждането на неисторическите нации, с националното самоорганизиране на класите в тях – националната буржоазия, която нарича себе си „интелигенция“, се опитва да ръководи народа, покрит с патриотична идеология, което вдъхновява за нейната сляпа услуга.“ Един от най-активните противници на „буржоазния национализъм“ е публицист, който излиза под псевдонима „Дм. Закопанец“ – в бъдеще авторът на известния манифест на радикалния украински национализъм Дмитро Донцов. Интересно е да се отбележи, че украинските социалдемократи, по-специално Д. Донцов и Л. Юркевич, са смятани за „буржоазни националисти“ от руския социалдемократ и болшевишки лидер Владимир Ленин, заради позициите си относно организацията на работническото движение.

### По време на Освободителната война през 1917 – 1921 г.
Украинската либерално-демократична интелигенция от онова време (или, по тогавашната терминология, прогресивна), наричана от социалдемократите „буржоазно-националистическа“, от своя страна също се дистанцира от „национализма“, определяйки го с радикална националистическа идеология, шовинизъм, или споменаване на руските шовинистични кръгове в Украйна като националисти. В духа на тази традиция Михаил Грушевски използва термина „национализъм“ в публицистичните си произведения. През пролетта на 1917 г. той припомня, че той и неговите съмишленици винаги са се противопоставяли на „националния ерос“, „национал-шовинизма“ и подчертава, че „защитниците на украинската националност няма да бъдат националисти“.
Едновременно с Михаил Грушевски, Лев Юркевич и Дмитро Донцов терминът „национализъм“ се използва активно от политическия теоретик Никола Михновски. „Основната причина за нещастието на нашата нация – пише Михновски през 1905 г. – е липсата на национализъм сред широката общественост. В Украйна национализмът е много нисък: нашата нация, с изключение на няколко, предимно интелектуалци, не е националистична.“ Михновски използва термина „национализъм“, за да обозначи политическото съзнание на украинците.

### Междувоенен период
Повечето изследователи смятат, че появата на радикалното националистическо движение е реакция на украинското общество срещу поражението при Украинската революция от 1917 – 1921 г., премахването на истинската украинска държавност и разделянето на етническите украински земи между други държави. Факторите за разпространението на украинския национализъм включват: моралният и политически упадък на украинските политически партии в емиграция, съществуването на социални групи, способни да се самоорганизират под националистически лозунги (студенти и украински офицери), нарастващото влияние на тоталитарните, десни радикални движения в Европа, демокрации, за които украинският въпрос е маргинален, в края на краищата, идеологическата еволюция на личности, които оказват влияние върху общественото съзнание и съществуването на слаба, но собствена традиция на националистическо мислене.
Трябва да се спомене, че политическият климат на някои държави, в които възникват центровете на украинското националистическо движение, предоставя възможности за неговото повече или по-малко устойчиво развитие. Водещите емиграционни центрове на националистически организации в емиграция са създадени и действат в демократичните страни (Европа и САЩ). В западноукраинските земи, при всички известни исторически условия, дори най-суровите политически режими не достигат такова ниво на репресии, каквото е в Съветския съюз, и така съществува макар и ограничено, пространство за дейност на тези радикални групи. Въпреки разбираемите опити на историци свързани с ОУН, да докажат, че през 1920-те и 1930-те години в СССР е имало организирани националистически тайни групи, тази възможност се оказва минимална.

### ОУН
Една от най-влиятелните и известни украински националистически организации е Организацията на украинските националисти. ОУН е създадена през 1929 г. чрез обединяване на Украинската военна организация и няколко студентски националистически съюза – Групата на украинската национална младеж, Легиона на украинските националисти и Съюза на украинската националистическа младеж. След убийството на Йевхен Коновалец през 1938 г. ОУН се разцепва на две организации – ОУН-бандеровци и ОУН-мелничани, които действат като отделни политически сили, преследващи обща политическа цел. В следвоенния период има конфликт между различните групи представители на ОУН от Украйна (вкл. Никола Лебед и др.) и чуждестранната организация на Степан Бандера. В резултат на това през 1956 г. в емиграция се появява и друга ОУН-чуждестранна.

### По време на Втората световна война
Преди Втората световна война част от украинците смятат, че германците симпатизират на техните националистически стремежи, тъй като Германската империя е една от първите страни, признали независимостта на Украйна през 1918 г. и е най-вероятен противник на Втората полска република и Съветска Русия. През септември 1939 г. с помощта на германското военно разузнаване Абвер е сформиран легион на ОУН, наречен „Военни части на националистите“, съставен от 600 бивши членове на Карпатската Сеч. Легионът е ръководен от Роман Сушка, който придружава германските войски по време на нахлуването им в Полша през 1939 г., но е разпуснат в резултат на руско-германския пакт, наречен „Рибентроп-Молотов“.
През юни 1941 г., преди началото на операция „Барбароса“, е сформиран украински батальон от доброволци „Нахтигал“, като част от дивизия „Бранденбург“. Друг батальон от украински националисти е „Роланд“, е сформиран в Австрия. Тези две „Дружини на украинските националисти“ придружават германските войски в Галиция („Нахтигал“) или са преразположени в южна Украйна („Роланд“). След преждевременното обявяване на акта за възстановяване на Украинската държава през 1941 г. обаче и двете части са изпратени в Германия.

## Национализъм в независима Украйна

### 1991 – 1994 г.
Процесът на национално възраждане през 1989 – 1991 г. в Украинска ССР е белязан от появата на нови политически партии и движения, които да се противопоставят на КПУ, предимно с национално-демократична ориентация: Народно движение на Украйна, Украинска републиканска партия и др. За кратко време обаче значителна част от политически активните граждани, предимно млади хора, се разочароват от най-новите националнодемократични течения, обвинявайки ги в политическа нерешителност и прекомерна умереност. Така на 19 август 1989 г. членове на младежкото крило на Украинския хелзинкски съюз в планината Макивка провъзгласява създаването на Съюза на независимата украинска младеж. СНИМ открито агитират за отделянето на Украйна от СССР като цел на своята дейност, възпитаване на младите хора в дух на патриотизъм по примерите на националноосвободителните борби на ОУН и УПА и др. Въпреки че СНИМ към този момент е незаконна организация, работеща под идеологически табута и забрани, тя бързо намира поддръжници в цяла Украйна. За по-малко от година от създаването си СНИМ обединява около хиляда младежи националисти от всички региони на Украйна. През май 1990 г. общият брой на регионалните организации на СНИМ нараства на 18, съществува и структура на СНИМ в град Пшемишъл, Полша.
Основните средства на дейността на СНИМ са агитационно-просветната работа, организиране на митинги, стачки, гладни стачки и пикетиране. На първите си нелегални митинги в Киев и Лвов членовете на СНИМ събират пари за отпечатване на своите манифести и периодични издания (СНИМ издава свои вестници и листовки в Литва и ги пренася контрабандно в УССР), което им позволява да разпространяват идеите си сред масите. Членовете на съюза организират театрални представления с изгаряне на комсомолски билети в Киев, Лвов, Тернопил, Ровно и Дубно. СНИМ организират бойкот на приема на военна служба в Червената армия. Няма антисъветски митинг в Украинска ССР в периода 1989 – 1990 г. без участието на СНИМ. През пролетта на 1990 г. СНИМ участва активно в парламентарните избори, Игор Деркач е избран за народен депутат. През 1990 г. организацията става все по-поляризирана в два лагера: радикален (сформиран около Олег Витович и Дмитро Корчински) и демократичен. Демократичното крило на СНИМ се преобразува в Съюз на украинската младеж, който взима абревиатурата на организацията от диаспората СУМ, възродена в Германия през 1940-те години. СУМ няма радикална идеология, организацията има за цел да възпитава младите хора на идеалистични принципи в духа на християнството и патриотизма.
Съдбата на радикалната фракция на СНИМ е различна. На 3 – 4 ноември 1990 г. се създава в нов организационен орган: Украинския националистически съюз. Също през 1990 г. УНС, обединявайки най-радикалните членове на националдемократическите партии и организации, формира Украинската междупартийна асамблея, която по-късно е преобразувана в Украинско национално събрание и бива типична крайнодясна партия. През 1991 г., като реакция на преврата в преврата в Съветския съюз по призив на УНА, са сформирани първите части на Украинската народна самоотбрана, които имат за цел да събират оръжие и да формират паравоенни формирования за противопоставяне на Държавния комитет за извънредно положение, оглавил преврата. Въпреки че УНСО формално не е структурна част от УНА, тя действа като паравоенно крило на партията. С разпространението на десните радикални идеи в Западна Украйна и Киев членовете на УНСО бързо нарастват. УНСО участва във въоръжени конфликти: в Приднестровския конфликт през 1992 г. от страната на приднестровските сепаратисти, в Грузинско-абхазкия конфликт през 1993 г. на страната на Грузия, в Нагорнокарабахския конфликт, в Косовската война през 1998 – 1999 г. на страната на Сърбия, в Първата чеченска война на страната на Чеченска република Ичкерия.
През 1990 г. Павло Дорожински, един от водачите на ОУН-М, се премества в Украйна. През същата година в Украйна се появява водачът на ОУН-Б, Ярослава Стецко. Анатолий Камински и Тарас Хунчак изнасят поредица от лекции в украински университети. Всички имат обща стратегическа цел – Украинската независима съборна държава. Така през 1991 г. в Украйна има три националистически организации с име ОУН. Струва си да се отбележи, че по-късно Анатолий Камински и Тарас Хунчак решават да изоставят дейността си в Украйна, като се съсредоточават върху културно-просветната работа в страните от украинската диаспора. Идеологията на „близнаците“ се трансформира в идеологията на т. нар. либерален национализъм, който е много близък до идеологията на ОУН-мелничани. Често тези организации действат като съюзници. Едно от малкото проявления на дейността на двамата в Украйна е продължаването на издаването на списание „Съвременност“ в Киев (от 1991 г.), съвместно редактирано от Тарас Хунчак и Иван Дзюба.
Въпреки това тактическите и лични различия водят до противоречия между ОУН-мелничани и ОУН-бандеровци. ОУН-революционна, напускайки нерегистрираната и незаконна структура на ОУН, основава политическа партия в съответствие с действащото законодателство на Украйна – Конгрес на украинските националисти (КУН), регистрирана от Министерството на правосъдието на Украйна на 26 януари 1993 г. КУН като цяло застава на дясно-консервативни позиции и се фокусира върху онези принципи, които признават идеологията на украинския национализъм. Освен това по инициатива на ОУН-революционна се създават редица обществени организации като: „Тризъбец“, „Мемориал“ и др.
ОУН-мелничани се обявява за „обществено-политическа организация“ – своеобразна смесица от политическа партия и обществена организация. Въпреки че украинското законодателство не предвижда такива форми на граждански сдружения, Министерството на правосъдието ѝ връчва удостоверение за регистрация като обществена организация, с което ОУН не може да предлага депутати и да участва активно в предизборните кампании.
През есента на 1993 г. Министерството на правосъдието регистрира друга партия – Организацията на украинските националисти в Украйна (ОУНвУ), с председател Никола Сливка. Тя се състои предимно от бивши членове на ОУН, които действат само в Украйна. Несъгласни с доминацията на украинската диаспора, те сформират ОУН в Украйна. Партията има за цел да обедини националистическите сили (въпреки че появата ѝ понякога се свързва с непризнаването на Слава Стецко за председател на ОУН-бандеровци), за да се противопостави на комунистическата идеология, да развие украинската икономика и да подобри правния статус на украинците. Но скоро след това ОУНвУ започва да се разделя на множество малки групи.
Сред десните партии, които се появяват в началото на 1990-те години и твърдят, че тяхната идеология е украински национализъм, са и Украинската републиканска партия на Левко Лукяненко, Украинската консервативна републиканска партия на Степан Хмара и партия Държавна независимост на Украйна на Роман Ковал.
Украинската републиканска партия (УРП) се сформира от няколко политически сили и е една от първите политически партии в Украйна. Всичко започва с Украинския хелзинкски съюз. На 29 – 30 април 1990 г. на базата на УХС е създадена Украинската републиканска партия. Тя е регистрирана на 5 ноември 1990 г. За неин председател е избран Левко Лукяненко.
Украинската консервативна републиканска партия се появи след разцепление в УРП. Някои делегати на Третия конгрес на УРП, който е проведен на 1 – 2 май 1992 г., водени от бившия депутат от партията Степан Хмара, обявяват оставката си. По-късно по-радикалните републиканци създават Украинската консервативна републиканска партия (УКРП).
Общоукраинското политическо сдружение „Държавна независимост на Украйна“ е създадено в Лвов през 1990 г. То се стреми да изгради национална държава „в етнографски граници с демократични средства, за да я интегрира в европейските икономически структури“. Според ДНУ национално-демократичната държавна система означава: а) властта на ръководството на нацията[ неясно? ], властта на политическата аристокрация (т.нар. елит), която ефективно търси доброто на нацията; б) сърцевината на жицата[ неясно? ] трябва да бъдат украински войници и активисти на национално-освободителното движение от различни поколения; в) доброто на нацията се получава в ожесточена борба с врага; г) благосъстоянието на нацията е постижимо само в собствената ѝ държава, където преобладава националното право, а не правото на други държави, в държава, в която господството на националните малцинства е невъзможно. ДНУ се застъпва за влизането на своите членове във властовите структури на държавата.
Отделна сила през 1991 г. е Социал-национална партия на Украйна, която заема крайно дясна позиция и е регистрирана като политическа партия през 1995 г. За председател на партията е избран Ярослав Андрушков. СНПУ е радикална партия на крайната десница, ръководена от идеологията на социален национализъм, има за цел да вземе политическата власт в Украйна, за да изгради ново общество. Застъпва се за създаването на „Велика Украйна“ като унитарна държава на украинската нация с президентска форма на управление, с многопартийна система. Тя е непримирим противник на комунистическата идеология, счита Русия за причина за всички проблеми в Украйна, подкрепя съществуването на различни форми на собственост, привърженик е на хармоничното съчетаване на интересите на обществото и държавата.

## Символи
Символи на украинските национални държави и украинските националистически партии:
- Запорожка войска
- Украинска държава
- Украинска народна република
- Западноукраинска народна република
- Организация на украинските националисти-мелничани (ОУН-М)
- Организация на украинските националисти-бандеровци (ОУН-Б)
- Украйна
- УНА-УНСО
- Емблема на ОУНвУ
- Знаме на ОУНвУ
- Социал-национална асамблея
- Общоукраинска организация „Тризъб“
- Всеукраинско обединение „Свобода“